# Колдун (фильм)
«Колдун» — триллер Уильяма Фридкина. Американский ремейк французско-итальянской ленты Анри-Жоржа Клузо 1953 года «Плата за страх», снятой по роману Жоржа Арно.

## Сюжет
Нефтяная компания ищет водителей, готовых перевезти на грузовике груз со взрывчаткой. А четверо мужчин не могут вернуться в родные страны и по разным причинам вынуждены скрываться в Латинской Америке. Им нечего терять, но в случае успешного завершения операции каждый получит по 10000 долларов и гражданство. Их ждут 200 миль дороги, где за каждым поворотом подстерегает опасность.

## В ролях
- Рой Шайдер — Джеки Скэнлон
- Бруно Кремер — Виктор Менсон
- Франсиско Рабаль — Нило
- Амиду — Кассем
- Жак Франсуа — Лефевр
- Петер Капелль — Лартиг
- Фридрих фон Ледебур  — Карлос
- Джо Спинелл — Паук
- Жан-Люк Бидо — Паскаль

## Интересные факты
- Съёмки проводились в Париже, Иерусалиме, в Мексике и Доминиканской Республике.
- На главную роль приглашались Клинт Иствуд, Джек Николсон и Стив Маккуин.
- Известно, что режиссёр назвал «Колдуна» самым любимым своим фильмом из тех, что он сделал. «Эта — одна из немногих моих картин, которую я могу смотреть, потому что она получилась именно такой, какой я её задумал».
- Музыканты немецкого ансамбля Tangerine Dream сочиняли музыку к фильму, не видя его и имея в своем распоряжении только сценарий.
- Оператору Дику Бушу было очень трудно работать с Фридкином из-за его невероятной требовательности. Отсняв половину картины, Буш ушёл с проекта. Его заменил оператор вспомогательной съёмочной группы Джон Стивенс. В титрах значатся и Буш, и Стивенс.
- Съёмки в джунглях очень часто приходилось откладывать (однажды — из-за урагана, полностью уничтожившего съёмочную площадку), в результате чего первоначальный бюджет, составлявший 15 млн долл., вырос до 22 млн долл.
- На озвучивании звукооператор добавил в рёв мотора грузовика «Колдун» тигриный рык, а в шум двигателя грузовика «Лазаро» — рычание ягуара. Кроме того, кое-где скрип верёвочного моста подменяют звуки альта.

## Награды и премии
- Картина была номинирована на «Оскар» в категории «Лучший звук» (Роберт Кнудсон, Роберт Гласс, Ричард Тайлер и Жан-Луи Дюкарм).